# Justo Zamora Rivera
Justo Zamora Rivera; (Puchuncaví, 2 de julio de 1902 - Santiago, 5 de noviembre de 2001). Obrero y político comunista chileno. Hijo de Leoncio Zamora Valencia y de Delia Rivera Ureta. Casado con Olga Arias Silva (1931) y en segundas nupcias, con Humilde del Carmen Figueroa Pereira (2001).
Autodidacta, estudió con los miembros del Partido Comunista. Se desempeñó como obrero salitrero, de la sección Maestranza, también fue chofer particular, de fletes entre Santiago y Valparaíso, de micros en ambas ciudades. Dirigente del Gremio del Rodado en Valparaíso, que agrupaba a los Sindicatos de Tranviarios y de Choferes.
Militó en el Partido Comunista (1930-1990). Además, participó del Partido Progresista Nacional (1941) por pasar a la clandestinidad en PCCh. Secretario General del partido en Aconcagua y Valparaíso (1931-1937) y de Concepción (1940). Miembro del Comité Central en 1936. Presidente de la comisión agraria del partido (1940). 
En 1932 fue desterrado a la Isla Mocha por el gobierno de Carlos Dávila Espinoza y un año más tarde, estuvo sometido a proceso durante 4 meses, por su participación en el Congreso Comunista celebrado en Ovalle. Colaboró en los diarios “El Siglo” de Santiago y “El Frente Popular” de Concepción. Fue fundador de la Confederación de Trabajadores de Chile, delegado por Valparaíso. 
Fue elegido Diputado por la 17.ª agrupación departamental de Concepción, Tomé, Talcahuano, Yumbel y Coronel (1941-1945). Integró la comisión permanente de Hacienda y la de Gobierno Interior.
Recibió las medallas Recabarren (1965) y por 50 años de militancia en el Partido Comunista (1980).
En 1991 ingresó al Partido Democrático de Izquierda, del cual fue miembro de la comisión política y su presidente honorario en 1998. Este partido, originalmente formó parte de la Concertación de Partidos por la Democracia pero se volvieron a fusionar a diferentes partidos ya para el 2000.